# Martiriòpolis
Martiriòpolis (grec antic: Μαρτυρούπολις, Martiropolis; llatí: Martyropolis; armeni: Nepret o Npret o Nphret o Npherket o Neferkert) fou una ciutat de l'Armènia Sofene a la vora del riu Nimphaeus (Batman Su, armeni Kalirt, àrab Šitma, que vol dir 'set de sang').
Antigament estava poblada per armenis barrejats amb una població local més antiga, urartiana o assíria. S'han emès d'hipòtesis que la ciutat fou la capital de Tigranes II d'Armènia el Gran, Tigranocerta, la situació de la qual no ha pogut ser determinada.
Successius tractats la van deixar dins el territori en poder de Roma (Dioclecià el 297, Jovià el 363, tractat d'Acilisine 387). Fou refundada vers finals del segle IV pel bisbe Mar Marutha, que hi va reunir les despulles dels màrtirs que va trobar a Armènia, Pèrsia i Síria, i des de llavors feu sovint funcions de capital de l'Armènia romana. Com que Marutha va tenir permís del rei de Pèrsia, la seva fundació caldria datar-la abans del 387, ja que després no hagués calgut el seu permís en haver-se establert la pau. Mar Marutha desplegà l'activitat religiosa entre el 383 i el 420. Des de llavors es va dir Martiriòpolis o Martiròpolis.
Els perses van atacar l'Armènia romana d'Orient, especialment Teodosiòpolis (armeni Karin, modern Erzurum) i Martiriòpolis, el 502. Al 527 fou posada sota dependència del dux o strategos de Teodosiòpolis. El 536 fou integrada en la nova província d'Armènia Quarta, i la rebatejaren com a Justinianòpolis, que va ser la capital; la província incloïa Sofene o Sofanene, Anzitene, Balabitene, Astianene, i tota o part de la Khorzene. S'hi instal·laren un comte romà d'Orient (a Melitene) i dos dux: un a Justinianòpolis i un Kitarison (a l'Astianene). Per ordre de Justinià la ciutat fou fortificada.
Durant la Guerra romano-sassànida del 572-591, pocs mesos després de la derrota en la batalla de Martiriòpolis del 588 els perses van ocupar Martiriòpolis el 589, i els romans d'Orient van construir enfront de la ciutat de Maurikiòpolis, i la van recuperar el 591 com a part dels territoris donats per Còsroes II per posar-lo al tron de Pèrsia.
Dominada pels àrabs a partir del segle VII (639), fou anomenada Mayyafariquin.
Correspon a l'actual Silvan, a Turquia.